# Eugenia handroana
Eugenia handroana är en myrtenväxtart som beskrevs av Carlos Maria Diego Enrique Legrand. Eugenia handroana ingår i släktet Eugenia och familjen myrtenväxter. Inga underarter finns listade i Catalogue of Life.